# Antoine Saugrain

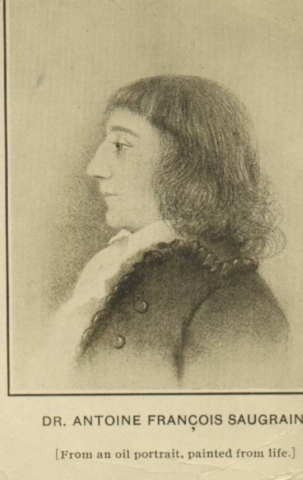
Antoine Saugrain

Antoine François Pierre Saugrain (* 17. Februar 1763 in Paris; † 5. März 1820 in St. Louis) war ein in Frankreich geborener Arzt und Chemiker.

## Leben
Saugrain wurde 1763 in Versailles geboren. Er wurde in Paris von Antoine François de Fourcroy und Mathurin Jacques Brisson zum Arzt und Chemiker ausgebildet. Im Jahr 1783 begab er sich auf seine erste Reise nach Nordamerika, um als Mineraloge für Gilbert Antoine de St. Maxent in New Orleans zu arbeiten, wo er auch seine Zulassung als Chirurg erhielt. Nach seiner Rückkehr arbeitete er mit Joseph-Ignace Guillotin an der Entwicklung von Impfstoffen. Saugrain war der Schwager von Guillotin, der mit seiner Schwester Louise verheiratet war. 1787 reiste Saugrain mit einem Empfehlungsschreiben von Benjamin Franklin in die Vereinigten Staaten. 1788 nahm er an einer wissenschaftlichen Expedition, um den Ohio River zu erforschen, teil. Saugrain wurde während eines Indianerüberfalls verletzt und kehrte nach Frankreich zurück. Wegen seiner pro-royalistischen Ansichten musste Saugrin zu Beginn der Französischen Revolution im Jahre 1789 aus Frankreich flüchten. Er kehrte in die Vereinigten Staaten zurück und half bei der Gründung einer französischen Emigrantengemeinschaft in Gallipolis, Ohio. Dort heiratete er am 20. März 1793 Genevieve Rosalie Michau. 1799 zogen die Saugrains nach St. Louis. Saugrain war der einzige Arzt der Stadt, bis die Vereinigten Staaten St. Louis 1803 durch den Louisiana Purchase, in ihren Besitz nahmen.
Saugrain fertigte Prüfkörper für Meriwether Lewis, die er Anfang 1804 an Präsident Thomas Jefferson schickte, und stattete die Lewis and Clark Expedition mit medizinischen Hilfsgütern aus. Er war der erste Arzt westlich des Mississippi, der ab 1809 mit dem von Edward Jenner entwickelten Impfstoff gegen Pocken vorbeugte. Aus Sicht der öffentlichen Gesundheit war seine Bereitschaft, jeden, unabhängig von seiner Zahlungsfähigkeit zu impfen, besonders bemerkenswert. Die Kopie einer Anzeige, allen Personen, die unter bedürftigen Umständen leben sowie Ärzte, die außerhalb seines Praxisgebiets lebten mit Impfstoff zu versorgen, befindet sich bei der Missouri State Historical Society.
Außerhalb der Medizin hatte Saugrain auch Interessen in Mineralogie, Physik und Chemie. Saugrain experimentierte mit frühen Versionen von Phosphor Streichhölzern und fertigte Thermometer und Barometer in Gallipolis.

## Familie
Saugrains Tochter Rosalie (1797–1787) war mit dem Pionierunternehmer Henry von Phul, Bruder der amerikanischen Künstlerin Anna Maria von Phul, verheiratet.

## Ehrungen
1944 wurde der Liberty-Frachter SS Antoine Saugrain zu seinen Ehren benannt.